# Mimeuria
Mimeuria (лат.) — род тлей из подсемейства Eriosomatinae (Pemphigini). Палеарктика (Великобритания, Германия, Венгрия, Италия, Нидерланды, Польша, Россия, Турция, Франция).

## Описание
Мелкие насекомые, длина около 3 мм.
Ассоциированы с растениями Acer (Acer campestre), Ulmus, Rubus. Близок к тлям рода Paraprociphilus, но их бескрылые формы отличаются 1-члениковыми лапками.
- Mimeuria ulmiphila (Del Guercio, 1917)[2]